# Letztverbraucher (Rechtsbegriff)
Der Begriff Letztverbraucher wurde und wird im deutschen Recht in verschiedenen Rechtsnormen definiert und gebraucht und wird im Sinne eines Verbrauchers (Konsumenten) als letztes Glied einer Absatzkette verwendet.

## Energiewirtschaftsgesetz
Im § 3 Begriffsbestimmungen des Energiewirtschaftsgesetzes (EnWG) sind im Abschnitt 25 Letztverbraucher definiert als „natürliche oder juristische Personen, die Energie für den eigenen Verbrauch kaufen; auch der Strombezug der Ladepunkte für Elektromobile und der Strombezug für Landstromanlagen steht dem Letztverbrauch im Sinne dieses Gesetzes und den auf Grund dieses Gesetzes erlassenen Verordnungen gleich“.

## Gesetz für den Ausbau erneuerbarer Energien
Im § 3 Begriffsbestimmungen des Erneuerbare-Energien-Gesetzes (EEG) ist im Abschnitt 33 Letztverbraucher definiert als „jede natürliche oder juristische Person, die Strom verbraucht“.

## Gewerbeordnung
Die Gewerbeordnung verwendet den Begriff Letztverbraucher in den §§ 34b und 64.

## Fertigpackungsverordnung
Die Fertigpackungsverordnung benutzte früher den Begriff Letztverbraucher. Mit der Ausfertigung vom 18. November 2020 wird der Begriff Endverbraucher verwendet.